# Det russiske marineinfanteri
Det russiske marineinfanteri (russisk: Морская пехота, tr. Morskaja pekhota) er en amfibieenhed i Ruslands militær.
Marineinfanteriet inkluderer en division i Stillehavsflåden og en brigade i Nordflåden samt et regiment i Sortehavet. 

## Historie
Zar Peter den Store etablerede det russiske marineinfanteri i november 1705 efter at have set tilsvarende styrker i vesten. Marineinfanteriet blev første gang brugt mod svenskerne i Østersøen i 1708.
Siden da har marineinfanteriet haft en lang og glorværdig historie. De russiske marinesoldater vandt i Gangut søslaget i 1714, de vandt over tyrkerne ved Slaget ved Çeşme 1770,[kilde mangler] erobrede Ismail fæstningen ved Donau i 1790 og indtog den franske fæstning på Korfu i 1799. I 1799 stormede og indtog russiske marinesoldater på 3 uger Napoli og befriede derved italienerne fra de franske besættelsesstyrker.
I 1812 – 13 udmærkede marinesoldaterne sig i slagene mod franskmændene ved Borodino og Kulma samt ved belejringen af Danzig-fæstningen.
I 1854 – 55 forsvarede marinesoldaterne Sevastopol mod de engelske, franske og tyrkiske tropper, ligesom de i 1904 forsvarede Port Arthur mod japanerne.
Flåden og marineinfanteriet spillede en stor rolle i stormen på Vinterpaladset i oktober 1917, hvor man mener at op mod en tredjedel af de soldater der stormede paladset var flådens.
Under 2. verdenskrig deltog marineinfanteriet med mere end 500.000 soldater i landkrigen på det vi i dag kalder Østfronten samt i fjernøsten.

## Organisation
Marineinfanteriet består i dag af: 
- 1 division ved Stillehavsflåden
- 1 brigade ved Nordflåden
- 1 brigade ved Østersøflåden
- 1 brigade ved Sortehavsflåden
- Mindre enheder ved store floder og søer

Marineinfanteriets brigader ligner almindelige elitebrigader med infanteribataljoner, luftbårne bataljoner, artilleri, ingeniørtropper, luftforsvar osv.
Som transport anvender man normalt landgangsfartøjer, både skibe og luftpudefartøjer, samt helikoptere.
Det russiske marineinfanteri kan ikke sammenlignes med det amerikanske marineinfanteri. Alene størrelsen, hvor det samlede russiske marineinfanteri svarer til en division hos amerikanerne, fortæller at opgaverne slet ikke er de samme.